# Kadaba, Puttur
Kadaba là một làng thuộc tehsil Puttur, huyện Dakshin kannad, bang Karnataka, Ấn Độ.